# ARIA Music Awards
O ARIA Music Awards é uma premiação musical feita anualmente pela Australian Record Industry Association (ARIA). Criado em 1987, cujo objetivo é premiar somente os melhores artistas australianos. Foi também criado em 2005 o ARIA Hall of Fame.